# Hoffuß
Der Hoffuß ist eine altbayerische Einteilung von bäuerlichen Anwesen nach Größe und Ertragsfähigkeit zum Zweck der Steuererhebung.

## Geschichte
Die Einteilung nach dem Hoffuß ist seit 1445 nachweisbar, im Jahr 1812 wurde sie abgeschafft.

## Einteilung
Die Einteilung konnte regional und zeitlich variieren. So reichte sie im 18. Jahrhundert beispielsweise vom Ganzhof (1⁄1-Hof) über Hube (1⁄2- bzw. 1⁄3-Hof), Lehen/Gütl (1⁄4- bzw. 1⁄6-Hof) und Bausölde (1⁄8-Hof) bis zur Leersölde/Leerhäusel (1⁄16- bis 1⁄64-Hof). Vom Hoffuß rührte auch häufig der Name seines Bewohners her, z. B. Bauer oder Maier (Ganzhof), Huber, Söldner, Gütler, Häusler.
Eine Hoffußeinheit bestand im Flachland aus ungefähr 36 Juchert Ackerland mittlerer Güte, Wiesen und Wald; im Prinzip konnte der Hoffuß aber auch von der Fläche unabhängig sein. Im Gäuboden war die Einteilung beispielsweise folgendermaßen:
| Hoffuß | Wirtschaftsfläche ca. in Tagwerk | Bezeichnung des Besitzers |
| ------ | -------------------------------- | ------------------------- |
| 1⁄1    | 100 und mehr                     | Bauer oder Maier          |
| 1⁄2    | 50–90                            | Halbbauer oder Huber      |
| 1⁄4    | 20–45                            | Söldner                   |
| 1⁄8    | 12–18                            | Gütler                    |
| 1⁄16   | 4–10                             | Häusler                   |
| 1⁄42   | 2–3                              | Leerhäusler               |
| 1⁄64   | < 1                              |                           |

Im Landgericht Weilheim verfügte ein 1⁄1-Hof über 120 bis 180 Tagwerk.
Im Erzstift Salzburg wurde teils nur nach Anwesen größer oder kleiner/gleich einer Sölde/Viertlacker unterschieden.
Durch Hofteilungen und -zusammenlegungen konnten auch andere Bruchzahlen entstehen. Im Ort war der Hoffuß allgemein bekannt und ist auch als Gesellschaftsstruktur anzusehen.